# Eloeophila prolongata
Eloeophila prolongata är en tvåvingeart som först beskrevs av Alexander 1956.  Eloeophila prolongata ingår i släktet Eloeophila och familjen småharkrankar.
Artens utbredningsområde är Uganda. Inga underarter finns listade i Catalogue of Life.